# Gondemaria
Gondemaria is een plaats (freguesia) in de Portugese gemeente Ourém en telt 1280 inwoners (2001).